# Attaque de Namissiguima
Insurrection djihadiste au Burkina Faso
Batailles
- Samorogouan
- Intangom
- Nassoumbou
- Ariel
- 1re Inata
- Loroni
- Gorom-Gorom
- Koutougou
- Arbinda
- Hallalé
- Markoye
- Dounkoun
- Boukouma
- 2e Inata
- Titao
- Opération Laabingol
- Namissiguima
- Madjoari
- Bourzanga
- Seytenga
- Gaskindé
- Tin-Ediar
- Tin-Akoff
- Aoréma
- Ougarou
- Namsiguia
- Noaka
- Koumbri
- Djibo
- Tawori
- Mansila
- Nassougou

Massacres
- Yirgou
- Solhan
- Karma
- Komsilga, Nodin et Soroe
- Bibgou et Soualimou
- Barsalogho

Attentats
- 1er Ouagadougou
- 2e Ouagadougou
- 3e Ouagadougou

L'attaque de Namissiguima est un assaut menée par le Groupe de soutien à l'islam et aux musulmans contre une position de l'armée Burkinabè dans le Centre-Nord du Burkina Faso. L'assaut se solde par le contrôle total de la base militaire par les insurgés.

## Déroulement
C’est au petit matin du vendredi 8 avril 2022, vers 5 heures, que l'assaut contre le camp du détachement militaire a débuté.
Selon des sources sécuritaires, les assaillants ont attaqué en premier lieu le camp à l’aide de mortier, puis les djihadistes ont tirer sur le camp à l'aide d'arme automatique. L'attaque a duré plusieurs heures, et se soldera par la prise de contrôle du camp militaire par les insurgés.
« C’est une attaque complexe » qui a visé le détachement, note l’état-major des armées dans un communiqué. Selon un bilan obtenu par l'armée Burkinabè, 12 soldats et 4 VDP ont été tués, 21 militaires auraient été blessés également,.
Selon un ancien élu local, l'attaque est une représailles à une opération militaire ayant permis de tuer plusieurs terroristes. Plusieurs combattants avaient également été capturés par l'armée lors de ces opérations. Ce qui justifie l'offensive sur le détachement afin de les libérer.